# Convolvulus simulans
Convolvulus simulans ist eine Pflanzenart aus der Gattung der Winden (Convolvulus) aus der Familie der Windengewächse (Convolvulaceae).

## Beschreibung
Convolvulus simulans ist eine einjährige, steifhaarig behaarte Pflanze, die undeutlich verzweigt und 10 bis 40 cm hoch wird. Die Laubblätter sind ganzrandig, kürzer als 6 cm und umgekehrt lanzettlich. Die Blattspreite verjüngt sich nach und nach zum Blattstiel.
Die Blüten stehen einzeln an kurzen Blütenstielen, welche an der Frucht stark nickend sind. Die Blüten werden von Tragblättern begleitet, die 3 bis 7 mm lang und linealisch oder schmal umgekehrt lanzettlich geformt sind und deutlich unterhalb des Kelchs stehen.
Die Kelchlappen weisen eine Länge von 3 bis 4 mm auf und sind langgestreckt umgekehrt eiförmig. Die glockenförmige, rosa oder bläulich gefärbte Krone erreicht eine Länge von 0,6 cm; die Kronlappen sind in etwa halb so lang wie die Kronröhre und mehr oder weniger aufrecht stehend.
Die Früchte haben eine Länge von etwa 7 mm.

## Vorkommen und Standorte
Die Art ist ein Endemit Kaliforniens und Niederkaliforniens. Sie wächst auf feuchtem Lehmboden und Serpentinfelsen in Höhenlagen zwischen 30 und 700 m.